# Ján Babjak
Ján Babjak (* 28. října 1953 Hažín nad Cirochou, poblíž Humenného) je řeckokatolický duchovní a jezuita, eparcha (2002–2008) a první archieparcha a metropolita prešovský (2008–2022). Od roku 2022 je emeritním arcibiskupem.

## Život
Po studiu v bratislavském semináři byl vysvěcen za kněze 11. června 1978 v Prešově. Svou pastorační službu vykonával jako kaplan v Prešově od roku 1978 do roku 1983. V srpnu 1983 začal působit jako správce farnosti v Ľubici u Kežmarku.
18. června 1987 tajně vstoupil do Tovaryšstva Ježíšova. Od roku 1989 do roku 1990 vykonával funkci prefekta v Kněžském semináři sv. Cyrila a Metoděje v Bratislavě. V roce 1990 se stal farářem řeckokatolické farnosti v Bratislavě, kde působil jeden rok.
V letech 1991 až 1993 studoval na Papežském východním institutu v Římě, kde získal licenciát ze spirituality. Po návratu na Slovensko v letech 1993 a 1994 byl zodpovědný za exerciční dům Tovaryšstva Ježíšova sv. Ignáce v Prešově. V roce 1994 se opět vrátil do Říma, kde pracoval ve slovenském oddělení Vatikánského rozhlasu a přitom pokračoval ve studiu spirituality, z níž v roce 1996 v Papežském východním institutu obhájil doktorandskou práci na téma: „P. Michal Lacko – učitel a formátor řeckokatolíků“.
Od roku 1996 zastával úřad ředitele díla kněží Tovaryšstva Ježíšova s názvem „Centrum Spirituality Východ-Západ P. Michala Lacka, SJ“. Zároveň přednášel východní spiritualitu na teologické fakultě Trnavské univerzity v Bratislavě.
11. prosince 2002 papež Jan Pavel II. jmenoval Jana Babjaka, SJ, prešovským biskupem. Je prvním prešovským biskupem, jehož vysvětil papež v bazilice sv. Petra v Římě – 6. ledna 2003. Jako eparcha Prešovské eparchie nastoupil na místo vladyky Jana Hirky, který spravoval eparchii v roli prešovského ordináře a apoštolského administrátora řeckokatolické církve v ČSSR od roku 1968 a od roku 1990 jako eparchiální biskup.
Dne 30. ledna 2008 byl jmenován papežem Benediktem XVI. prešovským metropolitou a zároveň byl povýšen do hodnosti archieparchy. Slavnost povýšení Řeckokatolické církve na Slovensku na Metropolitní církev se sídlem v Prešově a intronizace prvního prešovského řeckokatolického arcibiskupa a metropolity se uskutečnila v neděli 17. února 2008 v Městské hale v Prešově.
V roce 2009 byl na 5 let jmenován členem Kongregace pro východní církve.
V Konferenci biskupů Slovenska je vladyka Ján Babjak na čele sociální subkomise teologické komise.
Dne 1. června 2013 vysvětil Milana Lacha za svého pomocného biskupa.
Dne 25. dubna 2022 papež František přijal jeho rezignaci a na jeho místo jmenoval jako apoštolského administrátora vladyku Petra Rusnáka. Novým řádným eparchou se pak stal Jonáš Maxim.

## Dílo
Knihy:
- Babjak, Ján: P. Michal Lacko, SJ, informátor a formátor řeckokatolíků. Trnava : Vydavatelství Dobrá kniha, 1997. Dialogy.
- Babjak, Ján: Zůstali věrni : I. svazek. Prešov : Petra, 2009. ISBN 978-80-8099-034-3
- Babjak, Ján: Zůstali věrni : II. svazek. Prešov, 2011.

Články:
- "K otázce metropole katolíků byzantsko-slovanského obřadu – řeckokatolíků – na Slovensku." In: Řeckokatolický kalendář 1995. – Online
- "Akatist – duchovní bohatství východní církve." In: Řeckokatolický kalendář 1999.–Online
- "O východní spiritualitě." In: Slovo 15/1998. – Online
- "Tradice." In: Slovo. 2006, č.. 12. – Online